# Thung Wa (huyện)
Thung Wa (tiếng Thái: ทุ่งหว้า) là một huyện (amphoe) của tỉnh Satun, miền nam Thái Lan.

## Lịch sử
Thung Wa là một trong đầu tiên của Satun. Năm 1930, chính quyền điều chỉnh địa giới hành chính do tình hình kinh tế, lập huyện La-ngu và hạ Thung Wa thành một tiểu huyện (king amphoe) thuộc La-ngu. Năm 1973 Thung Wa, lại được lập huyện.

## Địa lý
Các huyện giáp ranh (từ phía bắc theo chiều kim đồng hồ) là: Palian của tỉnh Trang. Manang và La-ngu of Satun Province. Về phía tây là biển Andaman.
Một khu vực của bờ biển huyện này cũng như nhiều đảo thuộc Vườn quốc gia Mu Ko Phetra.

## Hành chính
Huyện này được chia thành 5 phó huyện (tambon), các đơn vị này lại được chia ra thành 35 làng (muban). Thung Wa là một thị trấn (thesaban tambon) nằm trên một phần của tambon Thung Wa. Có 5 Tổ chức hành chính tambon.
| STT. | Tên          | Tên Thái | Số làng | Dân số |  |
| 1.   | Thung Wa     | ทุ่งหว้า    | 10      | 6.242  |  |
| 2.   | Na Thon      | นาทอน    | 9       | 6.316  |  |
| 3.   | Khon Klan    | ขอนคลาน  | 4       | 2.305  |  |
| 4.   | Thung Bulang | ทุ่งบุหลัง   | 5       | 2.174  |  |
| 5.   | Pakae Bohin  | ป่าแก่บ่อหิน | 7       | 3.646  |  |